# Brossard—La Prairie
Pour les articles homonymes, voir Brossard et La Prairie (homonymie).
 (février 2017).
Si vous disposez d'ouvrages ou d'articles de référence ou si vous connaissez des sites web de qualité traitant du thème abordé ici, merci de compléter l'article en donnant les références utiles à sa vérifiabilité et en les liant à la section « Notes et références ».
Brossard—La Prairie est une circonscription électorale fédérale au Québec (Canada).
La circonscription de Brossard—La Prairie a été créée en 1996 avec une portion de la circonscription de La Prairie. Abolie lors du redécoupage de 2012, elle fut redistribuée parmi les circonscriptions de La Prairie et Brossard—Saint-Lambert.
La circonscription se trouvait sur la Rive-Sud de Montréal, dans la région de la Montérégie. La circonscription comprend la ville de Brossard ainsi que les villes de Candiac, La Prairie et Saint-Philippe de la MRC de Roussillon.
Les circonscriptions limitrophes étaient Châteauguay—Saint-Constant, Beauharnois—Salaberry, Saint-Jean, Chambly—Borduas, Saint-Bruno—Saint-Hubert, Saint-Lambert, Jeanne-Le Ber et LaSalle—Émard.
Elle possédait une population de 100 489 dont 86 808 électeurs sur une superficie de 179 km2.

## Députés
| Législature                                         | Années    | Député | Député           | Parti          |
| --------------------------------------------------- | --------- | ------ | ---------------- | -------------- |
| Brossard—La Prairie issue de La Prairie             |           |        |                  |                |
| 36e                                                 | 1997–2000 |        | Jacques Saada    | Libéral        |
| 37e                                                 | 2000–2004 |        | Jacques Saada    | Libéral        |
| 38e                                                 | 2004–2006 |        | Jacques Saada    | Libéral        |
| 39e                                                 | 2006–2008 |        | Marcel Lussier   | Bloc québécois |
| 40e                                                 | 2008–2011 |        | Alexandra Mendès | Libéral        |
| 41e                                                 | 2011–2015 |        | Hoang Mai        | NPD            |
| Dissoute parmi La Prairie et Brossard—Saint-Lambert |           |        |                  |                |